# Ablatiu (llatí)
A la gramàtica llatina, el cas ablatiu (en llatí, cāsus ablātīvus) és un dels sis casos dels substantius. Tradicionalment, és el sisè cas dels altres cinc (en llatí: cāsus sextus, cāsus latīnus), precedit pel nominatiu, el vocatiu, l'acusatiu, el genitiu i el datiu. Té formes i funcions derivades de la llengua indoeuropea. Expressa conceptes similars als de les preposicions en català de, amb, per, dins, i a. De vegades s'anomena cas adverbial, perquè les frases en ablatiu es poden traduir per adverbis: incrēdibilī celeritāte, "amb una rapidesa increïble" o "molt ràpidament"

## Usos

### Ablatiu
Alguns usos de l'ablatiu provenen del cas ablatiu protoindoeuropeu.
- L’ablatiu de separació implica que alguna persona o cosa està separada d'una altra. No es produeix cap moviment actiu d'una ubicació a la següent; a més, els ablatius de separació de vegades manquen de preposició, particularment amb certs verbs com careō o līberō. Per exemple, Cicerō host urs prohibit, "Ciceró va mantenir l'enemic lluny de la ciutat"; eōs timōre līberāvit, "els va alliberar de la por"[2]
- Ablatiu de lloc a partir del qual es descriu el moviment actiu allunyat d’un lloc. Els noms, propis o comuns, s'utilitzen gairebé sempre en aquest sentit amb les preposicions acompanyants ab/ā/abs, "de/des de"; ex/ē, "fora de"; o dē, "sota de". Per exemple, ex agrīs, "des dels camps"; ex Graeciā in Italiam nāvigāvērunt, "van navegar de Grècia a Itàlia".

També es pot utilitzar per al conjunt al qual pertany o forma part un determinat nombre. Exemple: ex eīs ūnus "un d'ells".
Les ciutats i les petites illes, així com la paraula domus, utilitzen aquest ablatiu fins i tot sense preposició: Athēnīs discessit "va partir d'Atenes".
- L’ablatiu d’agent personal marca l’agent pel qual es realitza l’acció d’un verb passiu. L'agent sempre va precedit per ab/ā/abs. Exemple: Cèsar ā deīs admonētur, "Cèsar és advertit pels déus".[3]
- L’ablatiu de comparació s'utilitza amb els adjectius comparatius, on en català es faria servir la conjunció "que". Exemple: aere perennius "més durador que el bronze".[4]
- L'ablatiu de causa marca la raó per la qual el subjecte realitza una acció: exsiluī gaudiō "he saltat/vaig saltar d'alegria".[5]

### Ablatiu instrumental
Alguns usos de l'ablatiu provenen del cas instrumental protoindoeuropeu.
- L'ablatiu d'instrument o de mitjà marca el mitjà pel qual es duu a terme una acció: oculīs vidēre, "veure amb els ulls". Això equival al cas instrumental que es troba en alguns altres idiomes. Els verbs dependents en llatí de vegades utilitzen l'ablatiu de mitjans de forma idiomàtica: ūtitur stilō significa literalment "s'està beneficiant a si mateix per mitjà d'un llapis (instrument d'escriptura)"; no obstant això, la frase es tradueix amb més encert "està utilitzant un llapis".[6]
- L’ablatiu d’agent és una versió més generalitzada de l’ablatiu d’agent personal, que s'utilitza quan l’agent és un objecte inanimat. Quan l'agent és una persona, s'utilitza la preposició ā/ab, per exemple rēx ā mīlitibus interfectus est "El rei va ser assassinat pels soldats"; però quan l'agent és una cosa, la preposició s'omet i el cas ablatiu és suficient, per exemple: rēx armīs mīlitum interfectus est "el rei va ser assassinat per les armes dels soldats".
- L'ablatiu de manera descriu la manera com es va dur a terme una acció. S'utilitza la preposició cum (que significa "amb")
  - quan cap adjectiu descriu el substantiu (cum cūrā, "amb cura")
  - opcionalment després de l'adjectiu i abans del substantiu: magnā (cum) cūrā, "amb molta cura"[7]
- L'ablatiu de les circumstàncies corresponents és similar: magnō cum clāmōre cīvium ad urbem perveniunt ("Arriben a la ciutat amb el gran clam dels ciutadans")
- L'ablatiu d'acompanyament descriu amb qui es va fer alguna cosa. Els noms i pronoms d’aquesta construcció sempre van acompanyats de la preposició cum: cum eīs, "amb ells"; cum amīcīs vēnērunt, "Van venir amb amics".[8]
- L'ablatiu de grau de diferència s'utilitza amb adjectius i paraules comparatives que impliquen comparació: aliquota ante annīs "uns anys abans" (literalment "abans per uns anys").[9]
- L'ablatiu d'especificació denota la cosa respecte a la qual s'especifica alguna cosa: maior nātū "més vell de naixement".[10]
- L'ablatiu de descripció o de qualitat és un ablatiu modificat per un adjectiu o genitiu que expressa una qualitat que té alguna cosa: vir summā virtūte "un senyor de la més alta virtut".[11]

### Ablatiu locatiu
Alguns significats de l'ablatiu descendeixen del cas locatiu protoindoeuropeu.
- L'ablatiu de lloc on marca un lloc on s'ha produït una acció. En general, apareix amb una preposició, com en, però no sempre; per exemple, hōc locō "en aquest lloc"[12]
- L'ablatiu de temps quan i dins del qual marca el temps quan o dins del qual es va produir una acció. Per exemple, aestāte, "a l'estiu"; eō tempore, "en aquell moment"; paucīs hōrīs id faciet, "d'aquí a poques hores ho farà".[13]
- L'absolut ablatiu descriu les circumstàncies que envolten una acció; per exemple, urbe captā cīvēs fūgērunt, "amb la captura de la ciutat, els ciutadans van fugir"; Deō volente, "Déu vol".

### Ablatiu amb preposicions
El cas ablatiu s'utilitza molt freqüentment amb les preposicions, per exemple ex urbe "fora de la ciutat", cum eō "amb ell". Quatre preposicions (in "a/en", sub "sota de", subter "sota", super "per damunt de /per sobre de") poden tenir un acusatiu o un ablatiu. En el cas dels dos primers, l’acusatiu indica moviment i l’ablatiu no indica moviment. Per exemple, in urbe significa "a la ciutat"; in urbem, "cap a la ciutat". En el cas de super, l'acusatiu significa "per sobre" o "sobre", i l'ablatiu significa "sobre".
Les preposicions que van seguides del cas ablatiu són les següents:
| Preposició | Cas gramatical | Comentaris |
| ---------- | -------------- | --- |
| ā, ab, abs | + abl          | des de; baixar de; a, a, a, (de temps) després, ja que (font d'acció o esdeveniment) per, de                                               |
| absque     | + abl          | sense (arcaic) |
| clam       | + acc + abl    | sense el coneixement de, desconegut per (també un adverbi). El seu ús amb l'ablatiu és rar. Clanculum és una variant d’aquesta preposició. |
| cōram      | + abl          | presencialment, cara a cara; públicament, obertament                                                                                       |
| cum        | + abl          | amb |
| dē         | + abl          | de, concernent, sobre; baixar de, fora de                                                                                                  |
| ex, ē      | + abl          | fora de, de |
| in         | + acc          | a, a; Sobre; d'acord amb; en contra |
| in         | + abl          | a, a, a, des de (espai) |
| palam      | + abl          | sense ocultació, obertament, públicament, sense dissimular, clarament, sense ambigüitats                                                   |
| prae       | + abl          | abans, davant, a causa de |
| prō        | + abl          | per, en nom de; abans; al davant, en lloc de; Sobre; d'acord amb; com; com correspon                                                       |
| procul     | + abl          | lluny, a distància |
| sine       | + abl          | sense |
| sub        | + acc          | sota, fins a, amunt sota, a prop de (d'un moviment); fins, abans, fins, aproximadament                                                     |
| sub        | + abl          | (a) sota, (a) sota; prop de, fins a, cap a; aproximadament, al voltant del temps                                                           |
| subter     | + acc          | per sota, per sota; següent (per ordre o rang); en el regnat de                                                                            |
| subter     | + abl          | per sota, (figurativament) per sota inferior                                                                                               |
| super      | + acc          | per sobre, per sobre, més enllà; durant |
| super      | + abl          | referent a, respecte a, sobre |